# Conotrachelus contractus
Conotrachelus contractus – gatunek chrząszcza z rodziny ryjkowcowatych.

## Zasięg występowania
Ameryka Południowa, występuje w Boliwii.

## Budowa ciała
Przednia krawędź pokryw szersza od przedplecza.
Głowa, przedplecze oraz przednia część pokryw szarobrązowe, zaś środkowa i tylna część pokryw czarne z szarobrązowymi plamkami.